# Кортузовидные первоцветы
Кортузовидные первоцветы, или кортузовидные примулы (лат. Cortusoides) — секция в роде Первоцвет (Primula), которая объединяет 24 вида, растущих в Японии, Корее, Китае.
Многолетние травянистые растения без мучнистого налёта. Листья черешковые, собраны в розетки. Цветки воронковидные.
Изначально секция была описана как отдельный монотипный род Cortusa L. (Кортуза) с единственным видом Cortusa matthioli (Кортуза Маттиоли). 1894 году венгерский ботаник V. A. Richter опубликовал обзор видов, входящих в род Cortusa L., и предложил рассматривать их как подрод Primula (Первоцвет).

## Виды
- Primula alsophila
- Primula cinerascens
- Primula cortusoides — Первоцвет кортузовидный
- Primula drosocalyx
- Primula eugeniae —  Первоцвет Евгении, или Примула Евгении
- Primula geraniifolia
- Primula heucherifolia —  Первоцвет гейхеролистный
- Primula jesoana —  Первоцвет иезский, или Примула иезская
- Primula kaufmanniana —  Первоцвет Кауфмана, или Примула Кауфмана
- Primula kisoana —  Первоцвет кисойский
- Primula lactiflora
- Primula latisecta
- Primula minkwitziae —  Первоцвет Минквиц
- Primula mollis
- Primula neurocalyx
- Primula palmata
- Primula pauliana
- Primula polyneura — Первоцвет многонервный, или Примула многонервная
- Primula saxatilis — Первоцвет скальный, или Примула скальная
- Primula septemloba
- Primula sieboldii — Первоцвет Зибольда
- Primula sinomollis
- Primula vaginata
- Primula violaris